# (65001) Teodorescu
(65001) Teodorescu est un astéroïde de la ceinture principale.

## Description
(65001) Teodorescu est un astéroïde de la ceinture principale. Il fut découvert le 9 janvier 2002 à Campo Imperatore par Fabrizio Bernardi et Andrea Boattini. Il présente une orbite caractérisée par un demi-grand axe de 3,12 UA, une excentricité de 0,20 et une inclinaison de 3,5° par rapport à l'écliptique.

## Compléments